# Dipseudopsis itremensis
Dipseudopsis itremensis är en nattsländeart som beskrevs av Ross och John M. Kingsolver 1959. Dipseudopsis itremensis ingår i släktet Dipseudopsis och familjen Dipseudopsidae. Inga underarter finns listade i Catalogue of Life.